# ナディーヌ・ブロールセン
ナディーヌ・マルティナ・ブロールセン（Nadine Martina Broersen、1990年4月29日 - ）は、オランダの陸上競技選手。北ホラント州ホールン出身。七種競技を専門とする。
ロンドンオリンピックに七種競技で出場、自己ベストとなる6319点を獲得して13位に入った。2013年世界陸上競技選手権大会にも七種競技で出場、序盤から100メートルハードルの最終ハードルで失敗するなど出遅れたが、諦めずに競技を続け、10位に入賞した。
2014年3月7日、ポーランド・ソポトで開かれた世界室内陸上競技選手権大会において、4830点をマークして優勝、当季世界最高記録を更新し、カリン・ルクシュトゥールが保持していたオランダ記録も更新した。この過程で、走高跳で1m93をマークし、オランダ室内記録を更新した。同年8月のヨーロッパ選手権では、七種競技で6498点を獲得し、アントワネット・ナナ・ジムーに次ぐ準優勝であった。